# 天福圍
天福圍（英文：Tin Fook Wai），位於香港新界元朗的一個的濕地及基圍。西面及北面為南生圍，東面及南面為錦田河及其分支所貫穿。

## 基圍
天福圍與相鄰的南生圍相似，原為一片濕地，約清末開始被村民建設成幾個基圍、魚塘及農田，村民大多在塘邊架起木屋居住。1990年代中期開始，元朗急速發展，天福圍周邊範圍被城市化。

## 未來發展
天福圍部分土地由中建企業許世勳家族持有的仁興礦務擁有，中建企業經過多年爭取下嘗試更改土地用途，但終撤回其申請。